# Dolni Manasztirec
Dolni Manasztirec (macedónul: Долни Манастирец) település Észak-Macedóniában, a Délnyugati körzet Makedonszki Brod-i járásában.

## Népesség
| Lakosok száma | 242  | 329  | 309  | 232  | 243  | 152  | 133  | 169  | 147  |
|               | 1948 | 1953 | 1961 | 1971 | 1981 | 1991 | 1994 | 2002 | 2021 |

2002-ben 169 lakosa volt, akik mindannyian macedónok.